# Gynoplistia paketye
Gynoplistia paketye là một loài ruồi trong họ Limoniidae. Chúng phân bố ở miền Australasia.